# موغلن
موغلن (بالألمانية: Mügeln) هي بلدة و بلدة ألمانية تقع في ألمانيا في Landkreis Nordsachsen. يقدر عدد سكانها بـ 4,700 نسمة .

## المدن التوأمة
مدينة Bodman-Ludwigshafen هي مدينة توأمة لـموغلن.

## أعلام
- كارل باول